# Toyo Engineering Corporation
«Тойо Инжиниринг Корпорейшн» — японская инжиниринговая, строительная компания, работающая в основном в области нефтегазовой и нефтехимической, газохимической промышленности по всему миру.
Она была основана в 1961 году. Направления деятельности включают сотрудничество в области исследований и разработок, проектирование, инжиниринг, закупку оборудования, строительство, проведение испытаний и техническое руководство в таких областях, как общая химия, нефтехимия, переработка нефти, природный газ, электроэнергетика, ядерная энергетика, передовые производственные системы, дистрибуция, медицинские учреждения, биотехнологии, окружающая среда, закупка, разработка и продажа системного инжиниринга и другого программного обеспечения.
Большая часть её доходов поступает из-за пределов Японии; она имеет особое присутствие в Китае, Индии, Индонезии, Иране и России. В 2008 года, объём продаж компании составил 215 миллиардов иен, чистая прибыль — 4,45 миллиарда иен и около тысячи сотрудников.
Группа Toyo, или Глобальная Toyo, состоит из Toyo вместе с 27 дочерними компаниями и 11 филиалами, в общей сложности 5500 сотрудников; центральная часть насчитывает около 3300 сотрудников.